# Árabe iraquí
El árabe mesopotámico, también conocido como árabe iraquí ([ʢɪˈrɑːqi]), es un continuo de variedades del idioma árabe mutuamente inteligibles nativas de la cuenca de Mesopotamia en Irak, así como en Siria, Irán, sur de Turquía,  y comunidades de hablantes de la diáspora irakí.

## Historia
El idioma arameo era la lengua franca en Mesopotamia desde principios del milenio I aC hasta finales del milenio I de nuestra era, y como se puede esperar, el árabe irakí muestra signos de un extracto arameo. La variedad Gelet ha conservado características del Arameo Babilónico.
Debido al multiculturalismo irakí inherente, así como su historia, el árabe iraquí a su vez lleva extensos préstamos en su léxico del arameo, acadio, persa, kurdo y turco.

## Variedades
El árabe mesopotámico tiene dos variedades principales. Una distinción se reconoce entre Gelet mesopotámico y Qeltu mesopotámico, los nombres que se derivan de la forma de decir " yo dije".
El grupo del sur (Gelet) incluye un dialecto del Tigris, de las cuales la forma más conocida es árabe de Bagdad, y un fialecto del Éufrates, conocido como Furati. La variedad Gelet también se habla en el provincia de Juzestán de Irán.
El grupo del norte (Qeltu) incluye el dialecto de Tigris del norte, también conocido como árabe mesopotámico del Norte o Maslawi (por Mosul), así como dialectos  judíos  y cristianos sectarios (como el judeoárabe de Bagdad).

## Distribución
Ambas variedades, el Gelet y el Qeltu del árabe irakí son habladas en Siria, antiguamente en el Éufrates, este de Alepo, y más tarde hablado en el área del río Jabur y a través de la frontera de Turquía.
El árabe chipriota comparte un gran número de características comunes con el árabe mesopotámico; especialmente la variedad norte, y se ha llegado a ver como pertenecientes a este dialecto.